# Joker (album de Yui Sakakibara)
Pour les articles homonymes, voir Joker.
Albums de Yui Sakakibara
Princess
(2007) Yeeeeell!
(2009)
Singles
Joker est le 4e album de Yui Sakakibara, sorti sous le label LOVE×TRAX Office le 10 septembre 2008 au Japon. Il arrive 32e au classement de l'Oricon. Il se vend à 4 848 exemplaires la première semaine et reste classé pendant 3 semaines pour un total de 6 854 exemplaires vendus.

## Liste des titres
| 1.  | Love Game                | 0:36 |
| 2.  | Joker                    | 4:01 |
| 3.  | Einsatz                  | 3:47 |
| 4.  | Believe                  | 6:01 |
| 5.  | Happy Leap               | 3:27 |
| 6.  | Over the Light           | 4:07 |
| 7.  | Together                 | 4:46 |
| 8.  | Furu Furu☆ (ふるふるっ☆) | 3:42 |
| 9.  | Till I can see you again | 4:00 |
| 10. | Get Love Power           | 3:47 |
| 11. | Aqua Voice               | 4:01 |
| 12. | Ready Go!!               | 3:11 |
| 13. | Imitation                | 4:41 |
| 14. | Girl meets Boy           | 5:19 |
| 15. | Message!                 | 5:06 |